# Molle (España)
Molle es una entidad de población española del municipio de Els Plans de Sió, perteneciente a la provincia de Lérida, en la comunidad autónoma de Cataluña.

## Toponimia
El lugar puede aparecer referido como «Molle», «Mollé» y «Muller»[cita requerida].

## Historia
Hacia mediados del siglo XIX, el lugar tenía contabilizada una población de siete habitantes. Aparece descrito en el undécimo volumen del Diccionario geográfico-estadístico-histórico de España y sus posesiones de Ultramar de Pascual Madoz con las siguientes palabras:

MOLLÉ: l. que forma ayunt. con varios pueblos, cuya cap. de dist. es Arañó (1 leg. escasa), en la prov. de Lérida (6 1/2), part. jud. de Cervera (2 1/3), aud. terr. y c. g. de Cataluña (Barcelona 18), dióc. de Seo de Urgel (19): sit. en un llano muy despejado, en el que reinan todos los vientos y el clima es frio. Tiene 3 casas y una igl. bajo la advocacion de Ntra. Sra. de Agosto, que como la de Arañó, es aneja de la parr. de Ostafranchs. El térm. confina por N. con Riudovelles; E. Moncortes; S. Arañó, y O. Ostafranchs. terreno: es parte de mediana y parte de infima calidad, aunque la mayor porcion es de la última clase. Los caminos comunican con los pueblos circunvecinos y con Agramunt, todos de herradura y en mal estado: la correspondencia se recibe de Cervera, donde la sacan los vec. del pueblo cuando pasan á la cap. del part. prod.: centeno, cebada, ordiño y escaña; cria ganado lanar y el vacuno para las labores del campo, y caza abundantísima de perdices y bastantes conejos. pobl.: 2 vec., 7 almas. riqueza imp.: 7,309 rs. contr. el 14'48 por 100 de esta riqueza.
(Madoz, 1848, p. 471)

En la actualidad, pertenece al municipio de Els Plans de Sió. En 2022, la entidad singular de población tenía empadronados dos habitantes y el núcleo de población, los mismos.